# Al-Dschiʿrāna
Al-Dschiʿrāna oder, anders vokalisiert, al-Dschiʿirrāna (arabisch الجعرانة, DMG al-Ǧiʿrāna), war ein kleines Dorf im Umfeld von Mekka mit zwei Gebetsstätten, deren eine, al-masdschid al-adnā („die nähere Moschee“), von einem Angehörigen des Stammes Quraisch erbaut worden war und deren andere, al-masdschid al-aqsā („die weiter entfernte Moschee“), vom Propheten Mohammed als Ausgangspunkt seiner dritten kleinen Pilgerfahrt (ʿUmra) genutzt wurde, indem er hier das Pilgergewand anlegte.
In al-Dschiʿrāna verteilte Muhammad die Beute, die 630 n. Chr. anlässlich des Kampfes im Tal von Hunain gegen die Stämme der Hawāzin und Thaqīf gemacht wurde. Dieses Tal liegt zwischen Mekka und at-Tā'if.